# هوانگ ون-پو
هوانگ ون-پو (انگلیسی: Huang Wen-po؛ زادهٔ ۲۹ اکتبر ۱۹۷۱) بازیکن بیسبال اهل تایوان است.